# Ömnödelger
Ömnödelger (mongoliska: Өмнөдэлгэр Сум, Өмнөдэлгэр, Ömnödelger Sum) är ett distrikt i Mongoliet.   Det ligger i provinsen Chentij, i den östra delen av landet, 230 km öster om huvudstaden Ulaanbaatar.